# Merlin (sæson 2)
Sæson to af Merlin, er en britisk fantasy tv-serie, der begyndte den 19. september 2009 og sluttede den 19. december 2009. Sæson 2's regelmæssige skuespillere inkluderer Colin Morgan, Bradley James, Katie McGrath, Angel Coulby, Anthony Head, Richard Wilson, og John Hurt som er stemme for den Store Drage. Sæson to indeholder tretten episoder og havde 5770 tusind seere til premieren, og med 6640 tusind seere til sæsonfinalen.
BBC fornyede showet med den tredje sæson som havde premiere den 11. september 2010.

## Plot
Merlin skal fortsætte med hans skæbne, at beskytte Camelot og den unge prins Arthur ved bruge sin specielle gave: magi. Imidlertid har kong Uther forbudt den praksis af trolddom og Merlin skal holde sine talenter hemmelig under forudsætningen af dødsstraf.
Da mange farer truer den mytiske by, skal Arthur, med Merlin ved sin side, vise stort mod og dygtighed for at forsvare riget.
Gaius, hoflæge, fortsætter med at hjælpe og vejlede Merlin. Gwen er, som altid, en gæv ven til Merlin, hjælper, hvor hun kan i hans eventyr med Arthur.
Morgana, kongens myndling, er i stigende grad bekymret over hendes drømme. Imens forbliver den Store Drage under slottet, meget opmærksom på de eventyr af vores unge troldmand oplever.

## Medvirkende
| Skuespiller    | Rolle           | Noter                   |
| -------------- | --------------- | ----------------------- |
| Colin Morgan   | Merlin          | Hovedperson (troldmand) |
| Katie McGrath  | Morgana         | Uthers myndling         |
| Bradley James  | Arthur          | Kronprins af Camelot    |
| Angel Coulby   | Gwen            | Tjenestepige på Camelot |
| Anthony Head   | Uther Pendragon | Konge af Camelot        |
| Richard Wilson | Gaius           | Hoflæge                 |
| John Hurt      | Kilgharra       | Den store drage         |

### Tilbagevendende
| Skuespiller      | Rolle                | Noter                     |
| ---------------- | -------------------- | ------------------------- |
| Rupert Young     | Sir Leon             | Ridder af Camelot         |
| Michael Cronin   | Geoffrey af Monmouth | Bibliotekar               |
| Emilia Fox       | Morgause             | Troldkvinde               |
| Asa Butterfield  | Mordred              | Druidedreng               |
| Santiago Cabrera | Lancelot             | Omrejsende                |
| Alice Patten     | Ygraine              | Arthurs mor/Uthers hustru |
| Laura Donnelly   | Freya                | Forbandet druidepige      |

### Gæstestjerner
| Skuespiller      | Rolle                    |
| ---------------- | ------------------------ |
| Mackenzie Crook  | Cedric / Cornelius Sigan |
| Adrian Lester    | Mirror                   |
| Aleex Price      | "Sir William af Deira"   |
| Colin Salmon     | Aglain                   |
| James Cosmo      | Hengist                  |
| Sarah Parish     | Lady Catrina             |
| Adam Godley      | Jonas                    |
| Charles Dance    | Aredian                  |
| David Schofield  | kong Alined              |
| Georgia Moffett  | Lady Vivian              |
| Mark Lewis Jones | kong Olaf                |
| Kevin Eldon      | Trickler                 |
| Joseph Mawle     | Alvarr                   |
| Emily Beecham    | Enmyria                  |
| John Lynch       | Balinoryuyu              |

## Episoder
| Nr. i serie | Nr. i sæson | Titel                           | Instrueret af   | Skrevet af     | Oprindelig visningsdato | UK seere (million) | Resumé |
| ----------- | ----------- | ------------------------------- | --------------- | -------------- | ----------------------- | ------------------ | --- |
| 14          | 1           | "The Curse of Cornelius Sigan"  | David Moore     | Julian Jones   | 19. september 2009      | 5.77               | En ny tjener ved navn Cedric forsøger at overtage Merlins job som Arthurs tjener. Merlin opdager, at hans egentlige mål er at opnå en juvel fra den nyligt fundet grav af Cornelius Sigan, den mest magtfulde troldmand i gennem tiderne, som har lovet at vende tilbage en dag for at ødelægge Camelot. |
| 15          | 2           | The Once and Future Queen"      | Jeremy Webb     | Howard Overman | 26. september 2009      | 5.94               | Camelot's turnering er ankommet. Arthur er fast besluttet på at vinde i forklædning, da han mener, at tidligere riddere har ladet ham vinde, fordi han er prinsen. I mellemtiden er den dødbringende lejemorder, Myror, ankommer til Camelot med kun én mission: at dræbe Arthur. |
| 16          | 3           | "The Nightmare Begins"          | Jeremy Webb     | Ben Vanstone   | 3. oktober 2009         | 6.09               | Morganas drømme kommer til at bekymre hende og overbeviser hende om, at hun har magiske kræfter. Gaius insisterer der er intet at frygte, at holde hende i udvidenhed, men Merlin kan ikke bære at se hende lide. Merlin forsøger at hjælpe Morgana ved at sende hende til druiderne, men kongen mener hun er blevet kidnappet og sender Arthur for at finde hende og dræbe druiderne. |
| 17          | 4           | "Lancelot and Guinevere"        | David Moore     | Howard Overman | 10. oktober 2009        | 5.69               | Morgana og Gwen er blevet overfaldet under en pilgrimsrejse til Morganas fars gravplads. De formår at flygte, men Gwen, kommer til skade, sakker bagud, og bliver fanget og taget som gidsel og tvunget til at udgive Morgana til Hengist, en vild fredløs. Uther nægter at betale nogen løsepenge eller ofre mænd for hendes tilbagevenden, så Arthur trænger ind på Hengists område, med Merlin på slæb, for at redde hende. Men Arthur er ikke alene, da han finder ud af, at Lancelot også er ud for at redde hende. |
| 18          | 5           | "Beauty and the Beast (Part 1)" | David Moore     | Jake Michie    | 24. oktober 2009        | 5.53               | Uther bliver glad når Lady Catrina ankommer til Camelot. Merlin og Gaius mistænker hende for at kunne være noget mere end hun tilsyneladende ser ud til. |
| 19          | 6           | "Beauty and the Beast (Part 2)" | Metin Huseyin   | Ben Vanstone   | 31. oktober 2009        | 6.14               | Lady Catrina er nu blevet kronet og er kendt som dronning Catrina. Hun beskylder Merlin for at stjæle, og han er drevet i skjul. Han må nu finde en måde på at vise hendes sande form. |
| 20          | 7           | "The Witchfinder"               | Jeremy Webb     | Jake Michie    | 7. november 2009        | 5.62               | Uther er fast besluttet på at udslette al magi i Camelot én gang for alle, og denne gang ingen er hævet over mistanke. Han kalder den mest frygtede heksefinder i landet, Aredian, en frygtindgydende mand, der ikke vil stoppe før at al trolddom er udryddet. Gaius advarer Merlin om hvor meget fare, han er i, men Morgana behøver ingen sådan advarsel. Hun er sikker at Aredian vil se lige igennem hende, og hun vil blive brændt på bålet. Kan Merlin beskytte Morgana og Gaius uden at ende i flammerne selv?   |
| 21          | 8           | "The Sins of the Father"        | Metin Huseyin   | Howard Overman | 14. november 2009       | 6.16               | Da en mystisk krigerkvinde udfordrer Arthur til en duel, kunne ingen måske forudsige den ødelæggende kæde af begivenheder, der er sat i bevægelse, mindst af alt den unge prins selv. Arthur og Merlin skal snart finde sig selv på en mærkelig søgen efter at finde ud af sandheden om Arthurs mor på foranledning af den smukke Morgause. Gennem hende opdager Arthur opdager en mørk hemmelighed, der truer med at skabe undergang for riget.                                                                         |
| 22          | 9           | "The Lady of the Lake"          | Metin Huseyin   | Julian Jones   | 21. november 2009       | 6.30               | Merlin opdager den smukke druidepige, Freya, fanget i en dusørjægers bur. Han ved, han skal hjælpe hende med at flygte. Merlin leder Freya ud i tunnelerne under Camelot, men med dusørjægeren søgene efter hans forsvundne præmie og et glubsk magisk bæst i hælene, kan hun ikke forblive skjult særlig længe. |
| 23          | 10          | "Sweet Dreams"                  | Alice Troughton | Lucy Watkins   | 28. november 2009       | 6.02               | Honoratiores fra de rivaliserende riger kommer til Camelot for fredsforhandlinger, men hvad kong Alined virkelig ønsker er krig. Han vil gøre alt i sin magt for at hvirvle op i fjendtlighederne, selv om det betyder at han skal bruge magi. Alineds hofnar, Trickler, lægger en forbandelse over Arthur for at han skal blive vildt forelsket i rival Kong Olafs elskede datter, Vivian. Kaos hersker i paladset og Camelot balancerer igen på randen af krig.                                                        |
| 24          | 11          | "The Witch's Quickening"        | Alice Troughton | Jake Michie    | 5. december 2009        | 6.01               | Mordred ankommer til Camelot, og medbringer den hensynsløse troldmand Alvarr som skal se Morgana. De overtale Morgana til at stjæle Crystal af Neyide, en magtfuld magiartefakt fra Den Gamle Religion som Uther har låst inde i sine hvælvinger. |
| 25          | 12          | "De Fires of Idirsholas"        | Jeremy Webb     | Julian Jones   | 12. december 2009       | 6.01               | Da brandene i Idirsholas brænder for første gang i 300 år, frygter Gaius at en troldmand har genformet de dødbringende Riddere af Medhir. Arthur og Merlin rider ud for at klare ridderne og flygter for deres liv. Efter at de vender hjem, finder de alle i Camelot under en mærkelig fortryllelse - alle undtagen Morgana. Da ridderne angribe en forsvarsløs Camelot, er Merlins loyalitet testet til det yderste.                                                                                                   |
| 26          | 13          | "The Last Dragonlord"           | Jeremy Webb     | Julian Jones   | 19. december 2009       | 6.64               | Den Store Drage er endelig fri og fuld af raseri, og han sætter sig for at ødelægge Camelot. Arthur og hans mænd kan ikke stå kampen i meget længere tid og Merlin beføjelser er ubrugelige. Kun en drageherre kan dræbe en drage og Uther udslettet dem alle for år siden. Imidlertid indrømmer Gaius at en drageherre undsluppet. Balinor er nøglen til fremtiden for Camelot, men det vil være op til Arthur og Merlin at finde ham.                                                                                  |